# UCI America Tour 2014
De UCI America Tour 2014 was de negende uitgave van de UCI America Tour, een van de vijf Continentale circuits op de wielerkalender 2014 van de UCI. Deze competitie liep van 6 oktober 2013 tot en met 13 september 2014.

## Uitslagen belangrijkste wedstrijden
Zijn opgenomen in deze lijst: alle wedstrijden van de categorieën 2.HC, 2.1, 1.HC en 1.1.
| 1 | Phillip Gaimon   |
| 2 | Julian Arredondo |
| 3 | Giacomo Nizzolo  |
| 4 | Nairo Quintana   |
| 5 | Adriano Malori   |
| 6 | Julian Arredondo |
| 7 | Sacha Modolo     |

| 1 | Mark Cavendish  |
| 2 | Bradley Wiggins |
| 3 | Rohan Dennis    |
| 4 | Will Routley    |
| 5 | Taylor Phinney  |
| 6 | Esteban Chaves  |
| 7 | Peter Sagan     |
| 8 | Mark Cavendish  |

| 1 | Moreno Hofland |
| 2 | Michael Schär  |
| 3 | Moreno Hofland |
| 4 | Tom Danielson  |
| 5 | Eric Young     |
| 6 | Cadel Evans    |
| 7 | Cadel Evans    |

| 1 | Kiel Reijnen       |
| 2 | Robin Carpenter    |
| 3 | Tejay van Garderen |
| 4 | Elia Viviani       |
| 5 | Laurent Didier     |
| 6 | Tejay van Garderen |
| 7 | Alex Howes         |

| Proloog | Tom Dumoulin    |
| 1       | Ruben Zepuntke  |
| 2       | Jonas Ahlstrand |
| 3       | Sep Vanmarcke   |
| 4       | Theo Bos        |
| 5       | Daryl Impey     |

## Eindklassementen
| Rang | Renner            | Punten |
| ---- | ----------------- | ------ |
| 1    | Juan Carlos Rojas | 240    |
| 2    | Óscar Sevilla     | 205,6  |
| 3    | Jure Kocjan       | 191    |
| 4    | Kiel Reijnen      | 158    |
| 5    | Byron Guamá       | 145    |
| 6    | Serghei Țvetcov   | 137    |
| 7    | Joey Rosskopf     | 127    |
| 8    | Jonathan Salinas  | 123,67 |
| 9    | Carlos Gálviz     | 116    |
| 10   | Rob Britton       | 96     |

| Rang | Ploegen                                    | Punten |
| ---- | ------------------------------------------ | ------ |
| 1    | Team SmartStop                             | 532    |
| 2    | Optum p/b Kelly Benefit Strategies         | 375    |
| 3    | Funvic Brasilinvest-São José dos Campos    | 351    |
| 4    | Hincapie Sportswear Development Team       | 337    |
| 5    | Team Ecuador                               | 256    |
| 6    | UnitedHealthcare Professional Cycling Team | 239    |
| 7    | San Luis Somos Todos                       | 230,35 |
| 8    | Jamis-Hagens Berman                        | 187    |
| 9    | Jelly Belly p/b Maxxis                     | 184    |
| 10   | Clube DataRo de Ciclismo-Bottecchia        | 148    |

| Rang | Land             | Punten |
| ---- | ---------------- | ------ |
| 1    | Verenigde Staten | 754    |
| 2    | Colombia         | 717,27 |
| 3    | Venezuela        | 713,34 |
| 4    | Costa Rica       | 592    |
| 5    | Brazilië         | 545    |
| 6    | Canada           | 463    |
| 7    | Argentinië       | 404,01 |
| 8    | Ecuador          | 351    |
| 9    | Bolivia          | 242    |
| 10   | Cuba             | 203    |

 Ronde van San Luis ·
 Ronde van Californië ·
 Philadelphia Cycling Classic ·
 Ronde van Utah ·
 USA Pro Challenge ·
 Ronde van Alberta
2005 · 
2006 · 
2007 · 
2008 · 
2009 · 
2010 · 
2011 · 
2012 · 
2013 ·
2014 ·
2015 ·
2016 ·
2017 · 
2018 ·
2019 ·
2020 ·
2021 ·
2022 ·
2023 ·
2024 ·
2025
Belangrijkste wedstrijden

Ronde van San Luis · Ronde van Californië · Ronde van Utah · USA Pro Challenge · Ronde van Alberta